# ステフェン・ベルハイス
ステフェン・ベルフハイス（Steven Berghuis，1991年12月19日 - ）は、オランダ・アペルドールン出身のサッカー選手。ポジションはFW。エールディヴィジ・アヤックス・アムステルダム所属。オランダ代表。
ファーストネームはオランダでも実際の発音はスティーヴンである。ファミリーネームはベルハイスと表記されることもある（カナ表記でgを無視するのはBergkampのケースと同様）。

## クラブ経歴

### ユース
ベルフハイスはフィテッセ／AGOVVのアカデミーでフットボールを始め、AGOVVのアマチュアでプレーしていた。数年後にホーフトクラッセ WSVで15歳でデビュー（彼の父親であるフランク・ベルフハイスもまた同じ年齢でアペルドールンス・ボーイズでデビューし、その後PSVなどでプレー、オランダ代表1キャップを持っている）。スティーヴン・ベルフハイスはその後ゴー・アヘッド・イーグルスのユースに移り、2009年に17歳でトゥエンテ／ヘラクレスのアカデミーへ。1年後にFCトゥエンテと2年契約を結びリザーブチームに入った。
2011年1月19日にヨングFCトゥエンテの選手としてトップチームにデビュー。ヘラクレス・アルメロ戦でオラ・ジョンとの交代での途中出場だった。

### FCトゥエンテ
2011年夏にベルフハイスはヨングFCトゥエンテの選手としてプレシーズントップチームに帯同した。暫定監督シュロイデルと監督に就任したコー・アドリアーンセによって定期的に練習試合に出場すると、7月初めにトップチーム昇格を果たし、それから間もなく2014年までの新契約を結んだ。
7月30日、アムステルダム・アレナでアヤックス・アムステルダム戦相手にヨハン・クライフ・スハールを戦い2-1で勝利し初タイトルを獲得した。だがこの試合でベルフハイスは後半にダイブを取られて退場している。9月21日、KNVBカップのVV Zwaluwen戦でFCトゥエンテでの初ゴールを挙げた。この試合4得点の活躍でチームは8-1で勝利した。

#### VVVフェンロへのレンタル
2011-12シーズン冬にベルフハイスの成長のためにレンタルに出した方が良いと決められ、FCトゥエンテはジョシュア・ジョンの獲得後にベルフハイスをVVVフェンロへレンタル移籍させた。移籍決定から2日後にスタメンでデビューし、フェイエノールト相手に2-1で勝利した。VVVフェンロでは定期的にプレーし、プレーオフを経てのエールディヴィジ残留に貢献した。VVVでは20試合出場し4得点を記録、その内2得点はプレーオフでの得点である。

### AZ
2012年6月にトゥエンテからAZアルクマールへの移籍し、5年契約を結んだ。AZでの3シーズンではリーグ戦70試合以上に出場、チームは10位から8位、3位へと順位を上げた。2012-13シーズンにはKNVBカップを制した。

### ワトフォードFC
2015年7月、プレミアリーグへ昇格したワトフォードFCに移籍し、2019年までの契約を結んだ。移籍金は約650万ユーロ。しかしシーズン早々の成績不振による監督交代でチームのシステム、プレースタイルが変わったことでほとんど出場機会を得られず、2015-16シーズンはリーグ戦222分の出場時間に留まった。

#### フェイエノールトへのレンタル
2016-17シーズンに向けてオランダ代表の構想に残るためにも出場機会を求めていたベルフハイスは、ワトフォードが新シーズンもウィンガーを使わないシステムを採用することを告げられたため、サラリー減額の条件を受け入れて以前から関心を示し、クリエイティビティの欠如の解決策として求められたフェイエノールトにレンタル移籍した。後に2016年夏にオランダ代表のアシスタントだったディック・アドフォカート（2015-16シーズン後半にフェイエノールトのテクニカル・アドバイザーを務めていた）にフェイエノールト行きを勧められていたと明かしている。加入後早くからスタメンを掴み、前シーズンほとんどプレーできていなかったことでシーズン途中にコンディションを欠く時期もあったが、ウィンターストップ前後からフォームを得ると重要なゴールとアシストを決めて期待に応える活躍を見せた。4月9日のPECズヴォレ戦では早々に2-0ビハインドを背負ったチームを救う2得点を決め、ズヴォレとのアウェーゲームのチーム5連敗を阻止している。

### フェイエノールト
エールディヴィジ優勝に大きく貢献したベルフハイスは、フェイエノールトにとって補強の有力候補であり、本人もワトフォードに残らずにフェイエノールトに行くことを強く望んだため、7月31日に完全移籍が決定し、4年契約を結んだ。移籍金はクラブ史上2番目の額である650万ユーロと報じられた。フェイエノールトでの2年目は期待通りシーズンスタートからトップパフォーマンスを披露し、9月は6試合で6得点1アシスト、12月も4試合で4得点1アシストの活躍でFOX.niによって月間最優秀選手に、特に10月1日のAZ戦では2得点1アシストでフットボール・インターナショナルによって週間最優秀選手に選ばれている。

### アヤックス
2021年7月16日、アヤックス・アムステルダムに移籍し、4年契約を結んだ。

## 代表経歴
オランダ代表として各年代で招集を受け、2010年にはUEFA U-19欧州選手権に出場し、1ゴールを記録した。また、2012年にはオランダ･リザーブチームでトゥーロン国際大会に出場し、日本とも対戦した。
2015-16シーズンにアリエン・ロッベンの後継者候補として度々ベルフハイスの名前を口にしていた代表監督ダニー・ブリントは2016年夏の練習試合に向け、怪我人もあってワトフォードでほとんどプレーしていなかったベルフハイスを追加でサプライズ召集した。5月27日のアイルランド戦途中出場で代表デビューで好印象を残すと、6月1日のポーランド戦はスタメン出場しフィンチェント・ヤンセンの先制点で初アシストを記録した。
父親のフランク・ベルフハイスと共にオランダ代表出場を果たし、ヨハン&ヨルディ・クライフ親子、マルティン＆エルヴィン／ロナルド・クーマン親子に続いて3組目。
2022年11月、2022 FIFAワールドカップに臨むオランダ代表に選出された。

## プレースタイル・評価
- 右サイドからクロスを上げるだけでなく、自由に中に切れ込んでスルーパスやシュートを狙うプレーを好んでおり、オランダの代表監督ブリントはロッベン役をこなせる選手と考えていた[14]。

- FCトゥエンテで指導していたコ・アドリアーンセはメッシと比較し、「特に俊敏性と知性というメッシ的な特性をスティーヴンも備えている」と評価している[15]。

## 所属クラブ
- FCトゥウェンテ 2011-2012

→ VVVフェンロー (loan) 2012
- AZアルクマール 2012-2015
- ワトフォードFC 2015-2017

→ フェイエノールト (loan) 2016-2017
- フェイエノールト 2017-2021
- アヤックス・アムステルダム 2021-

## 代表歴

### 出場大会
- オランダ代表
  - 2022 FIFAワールドカップ

### 試合数
- 国際Aマッチ 46試合 2得点（2016年-）[16]

| オランダ代表 | 国際Aマッチ | 国際Aマッチ |
| 年           | 出場        | 得点        |
| ------------ | ----------- | ----------- |
| 2016         | 6           | 0           |
| 2017         | 5           | 0           |
| 2018         | 3           | 0           |
| 2019         | 2           | 0           |
| 2020         | 5           | 0           |
| 2021         | 12          | 2           |
| 2022         | 10          | 0           |
| 2023         | 3           | 0           |
| 通算         | 46          | 2           |

## タイトル
クラブ
FCトゥウェンテ
- ヨハン・クライフ・シャール 2011

AZアルクマール
- KNVBカップ 2012-13

フェイエノールト
- エールディヴィジ 2016-17
- KNVBカップ 2017-18
- ヨハン・クライフ・スハール 2018

アヤックス
- エールディヴィジ 2021-22

個人
- エールディヴィジ 得点王　2019-20 (15ゴール)